# Oriental Air Bridge

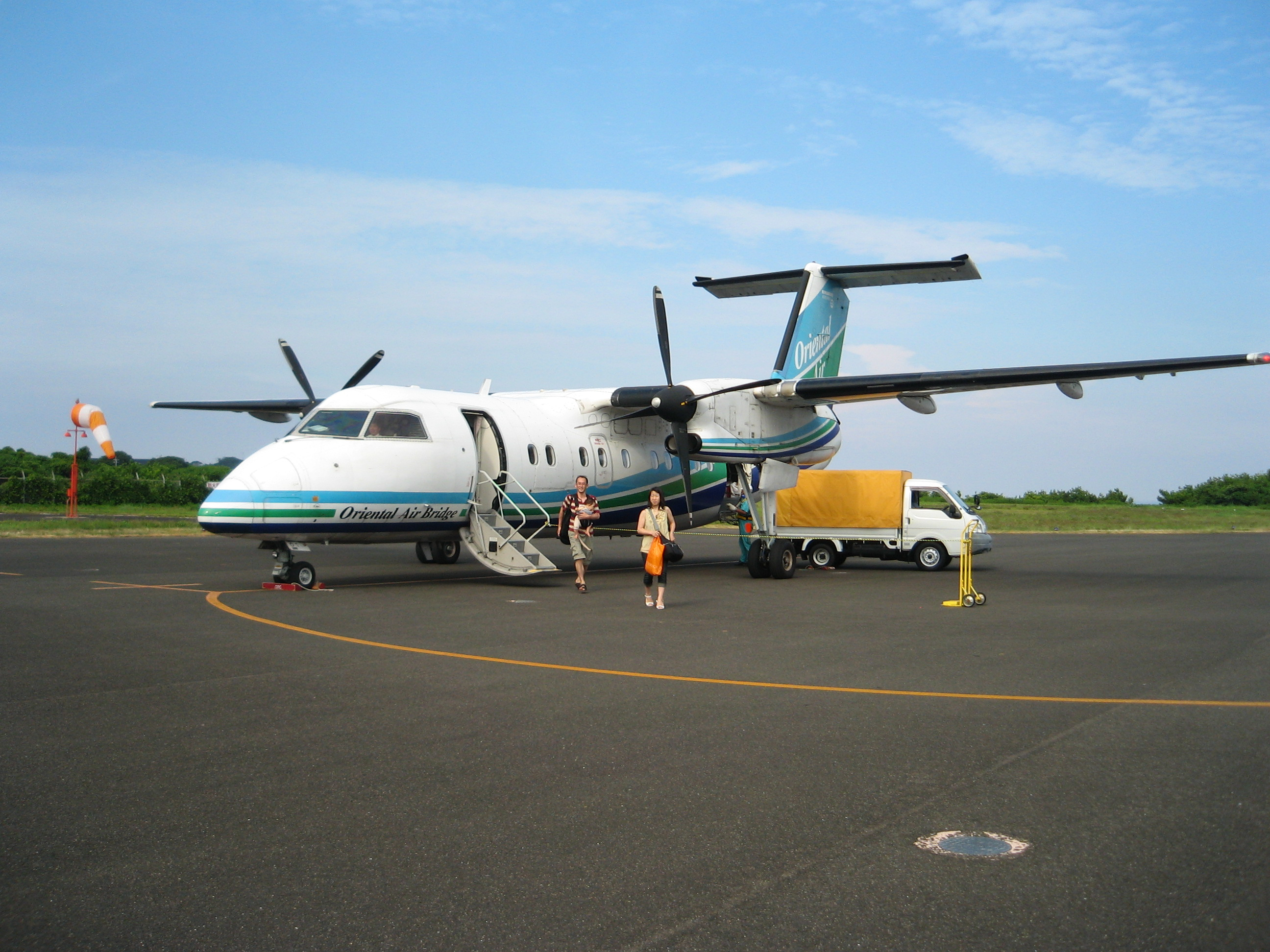
Dash8 d'Oriental Air Bridge

Oriental Air Bridge, précédemment appelée Nagasaki Airways jusqu'au 1er mars 2001, (code OACI : NGK ??? zzz ou ORC ???) est une compagnie aérienne régionale japonaise.
Son nom en japonais est オリエンタル・エア・ブリッジ (Orientaru Ea Burijji).

## Flotte
- 2 DHC-8-200

## Siège social
- 593-2, Mishimacho, Omurashi, Nagasakiken, 856-0816, Japon

## Destinations intérieures
- Nagasaki, Iki, Goto Fukue (en), Tsushima, Kagoshima, Miyazaki